# 黃河清 (弘治進士)
黃河清（1478年—？），字應期，號莲峰，福建泉州府南安縣人，民籍，明朝政治人物。

## 生平
弘治八年（1495年）乙卯科福建鄉試第三十九名舉人。弘治十五年（1502年）中式壬戌科會試第一百八十五名，三甲第四十六名進士。授吏部主事，歷官吏部郎中，正德八年正月升太常寺少卿提督四夷馆，十一年五月改本寺管事。

## 家族
曾祖黃乾麟；祖父黃博；父黃天錫，母傅氏。具庆下。弟流清、澄清、瀚清、淑清。